# Александар Гершман
Александар Гершман (Москва, 26. мај 1961) је руско-амерички хирург. Сматра се једним од првих хирурга у свету који је применио метод лапароскопске хирургије и хирургије уз помоћ робота на уролошкој хирургији и једним од водећих светских стручњака за минимално инвазивну хирургију.
После много година подучавања, истраживања и извођења клиничких студија о лапароскопској хирургији широм света, Гершман је радио у приватној пракси на Беверли Хилсу у Калифорнији. Његова листа клијената укључује бројне холивудске познате личности и професионалне спортисте.

## Образовање и каријера
Након што је добио М.Д. дипломирао је на Московској медицинској школи 1984. и докторирао. Дипломирао је на Московском истраживачком институту за урологију, завршио је истраживачку стипендију на Одељењу за хирургију Медицинског центра Цедарс-Синај 1992. и добио клиничку стипендију на Одељењу за урологију Медицинског центра УЦЛА 1993. Пошто обука на специјализацији у Русији није била важећа у Сједињеним Државама, он је поново променио обуку из урологије тако да је могао да почне да ради на УЦЛА Рондал Реган медицинском центру 1933. године.<ref>Alexandr Gershman gershmanmd.com<?ref>
Гершман има бројна академска именовања, укључујући: доцента клиничког професора на Одељењу за урологију Медицинског факултета УЦЛА и Клиничког факултета на Одељењу за урологију медицинског центра Харбор-УЦЛА. Између 1990. и 1993. претходно је био гостујући професор у великим болницама у Бечу, Ванкуверу, Сан Дијегу, Ослу, Гетеборгу и Амстердаму и клинички инструктор лапароскопске хирургије у медицинском центру Цедарс-Синаj.
Тренутно има бројна клиничка задужења, укључујући следеће: клинички шеф урологије у медицинском центру Цедарс-Синај; Директор Одељења уролошке лапароскопије за урологију, Харбор-УЦЛА, шеф одељења за ендоурологију, Одељење за хирургију, здравствени систем Лос Анђелес; Привремени хирург, лапароскопска хирургија за трансплантацију бубрега Ст. Медицински центар Мари; Привремени хирург у медицинском центру Цедарс-Синај; и дежурни хирург у медицинском центру Харбор-УЦЛА.

## Публикације
Гершман је написао преко 20 објављених чланака и преко 50 објављених научних сажетака на тему лапароскопске хирургије и допринео је поглављима на тему хирургије у неколико медицинских уџбеника.
Предавао је на стотине научних семинара и семинара континуиране едукације у Сједињеним Државама, Канади и Европи, укључујући излагање кључних говора, на годишњим састанцима Америчког уролошког удружења, Британског удружења уролошких хирурга и Светског конгреса ендоурологије и ЕСВЛ. Спровео је бројне клиничке студије и испитивања за велике фармацеутске компаније. Такође је награђиван бројним образовним и истраживачким грантовима.

### Чланци
- 1997 Gershman, A., Raz, S.: Bioengineering For Bladders. Newsletter, Department of Urology. UCLA.
- 1995 Gill, I., Kavoussi, L., Clayman, R., McDougal, E., Ehrlich, R., Fuchs, G., Gershman, A.: Complications Of Laparoscopic Nephrectomy: A Multiinstitutional Study. J. Urol.
- 1995 Ehrlich, R., Fuchs, G., Gershman, A.: Laparoscopic Ureteroneocystostomy. J. Urol.
- 1994 Gershman, A., Fuchs, G., Ehrlich, R.: Laparoscopic Vesicoureteroplasty In Children. American Urological Association Annual Meeting 1994, San Francisco, California. J Urol.
- 1994 Ehrlich, R., Fuchs, G., Gershman, A.: Laparoscopic Antireflux Surgery In Children. J. Urol.
- 1993 Ehrlich, R., Fuchs, G., Gershman, A.: Laparoscopic Renal Surgery In Children. J. Urol.
- 1993 Ehrlich, R., Gershman, A.: Laparoscopic Seromyotomy For Non-neurogenic Neurogenic Bladder In A Child. J. Urol.
- 1993 Ehrlich, R., Gershman, A.: Laparoscopic Ureteral Reimplantation. Society for Pediatric Urology Newsletter.
- 1993 Ehrlich, R., Gershman, A.: Operative Laparoscopy In Children. Society for Pediatric Urology Newsletter.
- 1993 Phillips, E., Carrol, B., Gershman, A.: Removal Of Common Duct Stones Using Laparoscopic Technique. J Gastroenterology, Germany.
- 1992 Ehrlich, R., Raz, S., Gershman, A., Fuchs, G.: Laparoscopic Nephrectomy In A Child: Expending Horizons Of Laparoscopy In Pediatric Urology. J. Endourology.
- 1992 Gershman, A., Reznik, G.: Percutaneous Endoscopic Implantation of Automatic Implantable Cardioverter/Defibrillator (AICD). J. Laparoendoscopic Surgery.
- 1992 Gershman, A., Reznik, G.: Implantable Cardioverter Defibrillator Lead Systems: Current and Future Directions. Cardio.
- 1992 Ehrlich, R., Gershman, A.: Laparoscopic Nephrectomy In Children: Society for Pediatric Urology Newsletter.
- 1991 Gershman, A., Chandra, M., Grundfest, W.: Laser Induced Fluorescent Spectroscopy Of Malignant And Inflammatory Prostate In Vitro. SPIE.
- 1991 Gershman, A., Chandra, M., Daykhovsky, L., Grundfest, W. Technical Parameters For Angioscopy: Critical Elements For Effective Instrumentation. SPIE.
- 1990 Gershman, A., Grundfest, W., Daykhovsky, L.: Laparoscopic Cholecystectomy: Instrumentation And Technique. J. Laparoendoscopic Surgery.
- 1990 Gershman, A., Danoff, D., Grundfest, W., Chandra, M., Daykhovsky, L.: Laparoscopic Pelvic Lymphadenectomy. J. Laparoendoscopic Surgery.
- 1989 Gershman, A., Morozov, A.: Functional Results Of Anatrophic Iephrolythotomy In Treatment Of Staghorn Nephrolythiasis. Journal of Urology Nephrology, Moscow.
- 1989 Gershman, A., Morozov, A.: Several Unrolled Questions In Surgical Management Of Staghorn Nephrolythiasis. Journal of Urology, Moscow.
- 1989 Gershman, A.: Lipid Peroxidation In The Murine Renal Tissue Homogenates Under Heat Ischimia In The Presence Or Absence Of Corticosteroid Protection. Journal of Urology Nephrology, Moscow.

### Научни радови
- 1998 Gershman, A.; Ram-Liebig, G., Fuchs, G., Raz, S.: Endoscopic Submucosal Implantation of Permanent Suture Material For The Treatment Of Urinary Incontinence. Western Section AUA.
- 1998 Gershman, A., Ram-Liebig, G., Fuchs, G., Raz, S.: Bladder Wall Replacement Using Biologically Engineered Membranes. Western Section AUA, Hawaii.
- 1997 Gershman, A., Ram Leibig, G., Fuchs, G., Raz, S.: Bladder Wall Replacement Using Biologically Engineered Membrane. J. Endourology.
- 1997 Gershman, A., Ram Liebig, G., Fuchs, G., Raz, S.: Endoscopic Submucosal Implantation of Permanent Suture Material For The Potential Treatment Of Urinary Incontinence. J. Endourology.
- 1995 Fuchs, G., Gershman A., David, R., Patel, A., Ehrlich, R.: Transabdominal Bilateral And Unilateral Nephrectomy In Adults. American Urological Association Annual Meeting, Las Vegas.
- 1995 Fuchs, G., Gershman, A., David, R., Ehrlich, R.: Laparoscopic Nephrectomy In Adults: Discussion Of Different Approaches and Lessons Learned. J. Endourology.
- 1995 Fuchs, G., Gershman, A., David, R., Patel, A., Ehrlich, R.: Transabdominal Unit And Bilateral Laparoscopic Nephrectomy In Adults. J. Urology.
- 1994 Gershman, A., Fuchs, G., Ehrlich, R.: Laparoscopic Nephrectomy In Pediatrics. American Urological Association Annual Meeting 1994, San Francisco, California. J. Urol.
- 1994 Ehrlich, R., Gershman, A., Fuchs, G.: Laparoscopic Vesicoureteroplasty In Children: Initial Case Report. J. Urol.
- 1994 Gill, I., Kavoussi, L., Clayman, R., McDougall, E., Ehrlich, R., Fuchs, G., Gershman, A.:Complications Of Laparoscopic Nephrectomy. Multiinstitutional Study. J Endourology.
- 1994 Fuchs, G., Gershman, A., Rosenthal, T.: Transabdominal Laparoscopic Bilateral Nephrectomy; The UCLA Experience. J. Endourology.
- Morris, B., Fuchs, G., Ehrlich, R., Gershman, A.:Laparoscopic Treatment Of The Renal Cysts. J. Endourology.
- 1994 Fuchs, G., Gershman, A., David, R., Ehrlich, R.: Transabdominal Laparoscopic Nephrectomy in Adults. J. Endourology.
- 1993 Gershman, A., Danoff, D., Holden, S., Fuchs, G.: Complications of Laparoscopic Pelvic Lymphadenectomy. SPIE.
- 1993 Gershman, A., Fuchs, G., Ehrlich, R.: Laparoscopic Nephrectomy in Adults. 11th World Congress of Endourology, Italy.
- 1993 Pang, K., David, R., Gershman, A., Fuchs, G.: Treatment Of Stones In Caliceal Diverticula Using Retrograde Approach: Critical Assessment After 4 Years. American Urologic Association. San Antonio, Texas.
- 1993 Ehrlich, R., Gershman, A., Fuchs, G., Mee, S.: Expending Horizons in Pediatric Laparoscopy. American Urologic Association. San Antonio, Texas.
- 1993 Fuchs, G., David, R., Pang, K., Gershman, A.: Five-Year Experience with Electrohydrolic Lithotripsy For Complex Stones In The Ureter. American Urologic Association. San Antonio, Texas.
- 1993 Gershman, A., Fuchs, G.: Problem Solving In Laparoscopic Surgery. Video Urology, 5th World Congress, Florida.
- 1993 Fuchs, G., Gershman, A., Ehrlich, R.: Laparoscopic Renal Surgery In Pediatrics. Video Urology, 5th World Congress, Florida.
- 1993 Gershman, A., Holden, S., Fuchs, G.: Laparoscopic Treatment Of Lymphocele. Video Urology, 5th World Congress, Florida.
- 1993 Gershman, A., Fuchs, G., Ehrlich, R.: Laparoscopic Nephrectomy. Western Section American Urologic Association.
- 1993 Gershman, A., Ehrlich, R., Danoff, D., Fuchs, G.: Recognition and Management Of Complications In Laparoscopic Surgery. Western Section American Urologic Association.
- 1993 Gershman, A., Fuchs, G.: Tissue Approximation in Laparoscopic Surgery. Western Section American Urologic Association.
- 1993 Gershman, A., Fuchs, G., Ehrlich, R.: Pediatric Laparoscopic Renal Surgery. American Urologic Association Western Section.
- 1993 Ehrlich, R., Fuchs, G., Gershman, A.: Laparoscopic Renal Surgery In Pediatrics. GU Surgeons, Phoenix, Arizona.
- 1993 Gershman, A., Fuchs, G.: Principals Of Tissue Approximation In Laparoscopic Surgery. American Urologic Association. San Antonio, Texas.
- 1992 Fuchs, G., Gershman, A., Ehrlich, R.: Pediatric Laparoscopic Surgery. J. Endourology.
- 1992 Fuchs, G., Barbaric, Z., David, R., Pang, K., Gershman, A.: Renal Ablation By Retrograde Intrarenal Reflux Of Ethanol. J. Endourology.
- 1992 Gershman, A.: Role Of Laparoscopic Pelvic Lymphadenectomy In The Diagnosis Of Prostate Cancer. American College of Surgeons.
- 1992 Gershman, A.: Advanced Laparoscopy in Urology. American College of Surgeons.
- 1992 Gershman, A., Reznik, G., Grundfest, W.: New Thoracoscopic Approach To The Epicardial Surface And Its Application In The Percutaneous Implantation Of Automatic Implantable Cardioverter/Defibrillator (AICD) Lead System. American College of Surgeons.
- 1992 Gershman, A, Fuchs, G., Ehrlich, R.: Pediatric Laparoscopic Surgery. 10th World Congress of Endourology and ESWL.
- 1992 Gershman, A., Fuchs, G.: Problem Solving In Laparoscopic Surgery In Urology: Society for Minimally Invasive Therapy. Dublin, Ireland.
- 1992 Gershman, A., Reznik, G: Thoracoscopic Approach to The Pericardial Surface. Society for Minimally Invasive Therapy. Dublin, Ireland.
- 1992 Gershman, A., Danoff, D., Holden, S.: Role Of Laparoscopic Pelvic Node Dissection In The Diagnosis And Treatment Of Prostate Cancer: Alternative Approaches In The Treatment Of Prostate Cancer. Society for Minimally Invasive Therapy. Dublin, Ireland.
- 1992 Gershman, A., Danoff, D., Holden, S., Fuchs, G.; Advantages of Laparoscopic Varicocelectomy. Society for Minimally Invasive Therapy. Dublin, Ireland.
- 1992 Gershman, A., Danoff, D., Ehrlich, R., Fuchs, G.: Laparoscopic Treatment of the Renal Cyst. Society for Minimally Invasive Therapy. Dublin, Ireland.
- 1992 Gershman, A., Fuchs, G.: Principals Of Tissue Approximation In Laparoscopic Surgery. Society for Minimally Invasive Therapy. Dublin, Ireland.
- 1992 Gershman, A., Reznik, G.: Percutaneous Endoscopic Implantation of AICD. American Heart Association. Anaheim, California.
- 1991 Phillips, E., Daykhovsky, L., Gershman, A.: Laparoscopic Cholecystectomy: Clinical Experience Of 100 Patients. SPIE.
- 1991 Gershman, A., Danoff, D.: Development of New Laparoscopic Techniques In Intra-abdominal Surgery. SPIE.
- 1991 Gershman, A., Daykhovsky, L., Grundfest, W.: Laparoscopic Cholecystectomy: Required Equipment And Technical Details. SPIE.
- 1991 Gershman, A.: Laparoscopic Procedures In Urology And General Surgery. International Symposium of Colorectal Surgery, Moscow, Russia.
- 1991 Gershman, A.: Our Technique of Laparoscopic Pelvic Lymphadenectomy. Ninth World Congress of Endourology, Vienna, Austria.
- 1991 Gershman, A.: Advanced Laparoscopic Surgery in Urology. Ninth Congress of International Society for Laser Surgery and Medicine.
- 1991 Gershman, A., Holden, S., Sacks, S.: Role Of Laparoscopic Pelvic Lymphadenectomy In Diagnosis And Treatment Of Prostate Cancer. Third International Meeting of Society for Minimally Invasive Therapy. Boston.